# Barbara Gorzkowska
Barbara Gorzkowska, po mężu Krzeszowiak (ur. 9 października 1927 w Krakowie, zm. 14 października 2016) – polska lekkoatletka, medalistka mistrzostw Polski.

## Życiorys
Była zawodniczką krakowskich klubów HKS (1946-1947), Olszy (1948-1949), Kolejarza (1949-1951) i OWKS (1952). Jej największymi sukcesami w karierze były dwa brązowe medale mistrzostw Polski seniorek w biegu na 60 m (1947, 1950). W 1951 ukończyła studia w Wyższej Szkole Wychowania Fizycznego w Krakowie, pracowała jako nauczyciel w-f.